# Viktor Tjernov

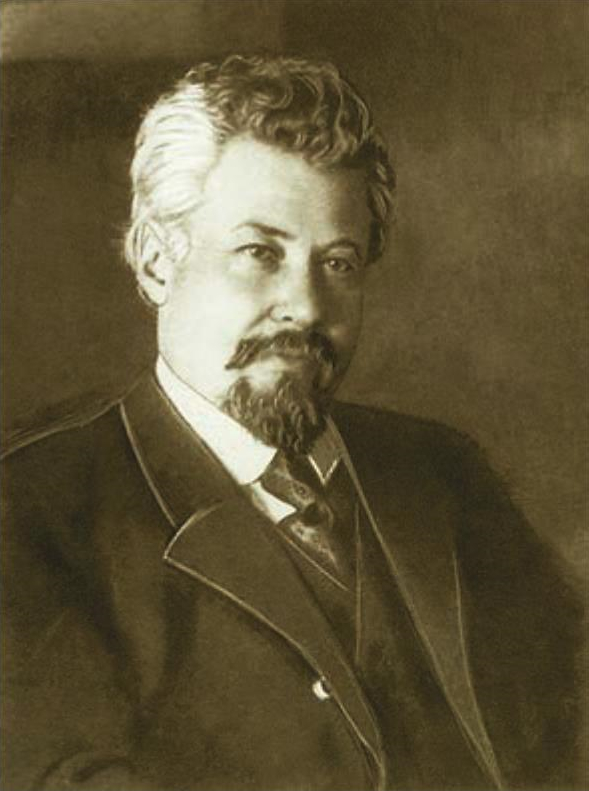
Viktor Tjernov

Viktor Michajlovitj Tjernov (ryska: Виктор Михайлович Чернов), född 7 december (gamla stilen: 25 november) 1873 i Chalvynsk, guvernementet Saratov, död 15 april 1952 i New York, var en rysk revolutionär. 

## Biografi
Tjernov tillhörde socialistrevolutionära partiet och hade under många år i utlandet verkat som politisk skriftställare för detta partis jordkommunistiska idéer, då februarirevolutionen 1917 möjliggjorde hans återkomst till hemlandet. Han fick genast en inflytelserik ställning i Petrograds sovjet, hade maj samma år väsentlig andel i Pavel Miljukovs avlägsnande från utrikesministerposten och blev i samband därmed vid provisoriska regeringens första rekonstruktion jordbruksminister. Som sådan kvarstod han vid rekonstruktionen 5 augusti, då Aleksandr Kerenskij blev regeringschef. Han utgick samtidigt med Nikolaj Tjeidze 18 september ur Petrograds sovjets verkställande kommitté och utgick ur provisoriska regeringen kort före oktoberrevolutionen. 
Invald i konstituerande nationalförsamlingen gjorde Tjernov den 11 december ett fruktlöst försök att få den i funktion; han valdes därefter vid dess första och enda sammanträde (den 18 januari 1918) till församlingens president. Redan följande natt sprängdes emellertid församlingen av bolsjevikiskt sinnade matroser. Tjernov, som redan förut av ett revolutionstribunal i Petrograd fått mot sig utfärdad arresteringsorder för "kontrarevolutionära handlingar" (tidningsangrepp mot Vladimir Lenin och Lev Trotskij), tvingades fly från huvudstaden. Han innehade sedermera en tid en framskjuten ställning inom antibolsjevikiska motregeringar i östra Ryssland och Sibirien, men kom snart som alltför radikal i delo med den under amiral Aleksandr Koltjaks ledning rekonstruerade antibolsjevikiska regeringen i Omsk och lär en tid på dennas order ha hållits fängslad. Han gick därefter i landsflykt i USA. 
Tjernov var en frasrik teoretiker; hans strävanden under ministertiden för omedelbar kommunistisk jordreform bidrog endast att öka det kaos, ur vilket framgick oktoberrevolutionen. Splittring inom det socialistrevolutionära partiet minskade sedermera ytterligare hans politiska inflytande.